# دیابوبولا
دیابوبولا (به لاتین: Diyabubula) یک منطقهٔ مسکونی در سری‌لانکا است که در استان مرکزی (سری‌لانکا) واقع شده‌است.